# Seznam prvních dam České republiky
Seznam prvních dam České republiky představuje chronologický seznam manželek prezidentů České republiky, které jsou tradičně označovány jako první dámy. Pozice první dámy není v Česku nijak zákonně ukotvena, jde pouze o neformální roli vycházející ze zvyklostí. Podle tradičního přístupu by měla společensky reprezentovat či věnovat se charitativní činnosti. Od března 2023 je první dámou Eva Pavlová z titulu manželky prezidenta republiky Petra Pavla.

## Chronologický přehled
| Pořadí | Portrét        | Jméno (narození–úmrtí)   | Nástup do pozice | Opuštění pozice          | Délka působení v pozici | Prezident                  | V úřadu prezidenta |
| ------ | -------------- | ------------------------ | ---------------- | ------------------------ | ----------------------- | -------------------------- | ------------------ |
| 1.     | Olga Havlová   | Olga Havlová (1933–1996) | 2. února 1993    | 27. ledna 1996 (zemřela) | 2 roky a 359 dní        | Václav Havel (sňatek 1964) | 1993–2003          |
| 2.     | Dagmar Havlová | Dagmar Havlová (* 1953)  | 4. ledna 1997    | 2. února 2003            | 6 let a 29 dní          | Václav Havel (sňatek 1997) | 1993–2003          |
| 3.     | Livia Klausová | Livia Klausová (* 1943)  | 7. března 2003   | 7. března 2013           | 10 let a 0 dní          | Václav Klaus (sňatek 1968) | 2003–2013          |
| 4.     | Ivana Zemanová | Ivana Zemanová (* 1965)  | 8. března 2013   | 8. března 2023           | 10 let a 0 dní          | Miloš Zeman (sňatek 1993)  | 2013–2023          |
| 5.     | Eva Pavlová    | Eva Pavlová (* 1964)     | 9. března 2023   | dosud                    | 1 rok a 349 dní         | Petr Pavel (sňatek 2004)   | od 2023            |